# کمانه (ارومیه)
کمانه (ارومیه)، روستایی از توابع بخش مرکزی شهرستان ارومیه در استان آذربایجان غربی ایران است.

## جمعیت
این روستا در دهستان دول قرار دارد و براساس سرشماری مرکز آمار ایران در سال ۱۳۸۵، جمعیت آن ۱۰۱ نفر (۲۱خانوار) بوده‌است.